# Гіві

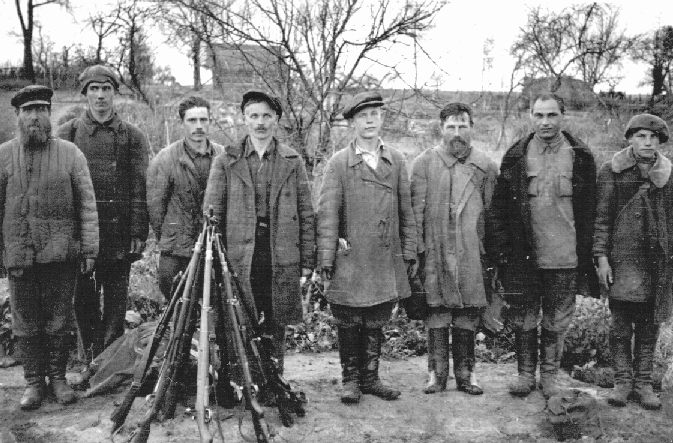
Винищувачі партизанів (Partisanenjäger), Новгородська область, Росія, 1942 рік

Гі́ві (нім. Hilfswilliger, Гільфсвілліґер — бажаючі допомогти) — добровільні помічники Вермахту, яких набирали з місцевого населення на окупованих територіях і військовополонених. Спочатку вони служили в допоміжних частинах водіями, санітарами, саперами, кухарями тощо, вивільняючи німців для участі в бойових діях. Після того, як втрати Вермахту почали рости, гіві стали залучати до безпосередньої участі в бойових діях і каральних операціях проти партизанів і місцевого населення.
Спочатку гіві продовжували носити радянську форму і відзнаки, але поступово їх одягали в німецьку форму. Іноді про приналежність гіві до Вермахту говорила лише нарукавна пов'язка з написом «Im Dienst der Deutschen Wehrmacht» («На службі Вермахту»).

## Загальна кількість гіві
З 1941 року у міру просування Вермахту число добровільних помічників безперервно росло. Вже в квітні 1942 року їх було 200 тисяч осіб, а в липні 1943 року — вже 600 тисяч. Для управління цими людьми була створена спеціальна посада «генерала-інспектора східних військ». З жовтня 1943 року вони були включені до стандартного штату німецької піхотної дивізії: чисельність особового складу німецької піхотної дивізії приблизно становила «10,708 осіб і 2005 осіб вільнонайманих (допоміжний робочий персонал)».
Станом на лютий 1945 року чисельність «гіві» становила 600 тис. осіб у сухопутних військах, від 50 до 60 тисяч у Люфтваффе і 15 тисяч осіб у ВМС.
Загальна чисельність радянських громадян і російських емігрантів у складі Вермахту, Ваффен-СС, поліції і військових з'єднань становила близько 1,2 млн осіб (зокрема слов'ян — до 700 тис., представників балтійських народів — до 300 тис., представників тюркських, кавказьких і інших народів — до 200 тис.). Біля третини з цього числа — бойові з'єднання і частини, що билися на фронтах Другої світової війни проти армій антигітлерівської коаліції і на окупованих територіях проти партизанів. До них належать формування східних військ вермахту, військ СС і поліції, а також німецьких спецслужб — Абверу і СД. Ці категорії гіві частково також брали участь у бойових діях і використовувалися для поповнення бойових частин і з'єднань. Максимальна одноразова чисельність всіх категорій гіві сягала 800—900 тис.
Люди, що служили добровольцями в німецьких з'єднаннях, були визнані зрадниками батьківщини. Майже всі вони були розстріляні або пройшли через табори і через заслання. У серпні 1945 року до висилки на «спецпоселення» було засуджено 145 тисяч колишніх гіві. Ця цифра свідчить про величезний масштаб співпраці з окупантами на окупованих територіях. Частина цих людей свідомо пішли помагати німцям у боротьбі проти комуністів. Також можливо, що багато людей йшли в помічники не з ідейних міркувань, а скоріше щоб не померти з голоду.
Багатьох молодих чоловіків, зокрема з України, забрали насильно під час масових облав і добровольцями їх називали без їхньої згоди. Вони не знали, що означає «Hiwi», думали, що це щось принизливе.